# Stazione Davis
La stazione Davis (in inglese Davis Station) è una stazione antartica permanente australiana intitolata al capitano John King Davis, navigatore ed esploratore antartico.

## Ubicazione
La stazione è localizzata ad una latitudine di 68°35'S e ad una longitudine di 77°58'E nei Colli Vestfold, la base si trova lungo la costa di Ingrid Christensen, Territorio Antartico Australiano.

## Storia
La prima esplorazione dei Colli Vestfold di cui si ha notizia risale al 1935 quando il capitano norvegese Klarius Mikkelsen a bordo del Thorshaven cartografò l'area e la chiamò come la contea norvegese di Vestfold.
Il 20 febbraio 1935 con la moglie Caroline (la prima donna a mettere piede sul suolo antartico) e sette membri dell'equipaggio il capitano Mikkelsen sbarca in una piccola baia, conosciuta oggi come isola Tryne, al limite settentrionale dei Colli Vestfold. Il gruppo innalzò la bandiera norvegese e costruì una piccola piramide di rocce per segnare il sito. Questa piramide venne riconosciuta nel 1960 dagli esploratori del programma Australian National Antarctic Research Expeditions (ANARE), ma venne di nuovo perduta e ri-localizzata soltanto nel 1995.
I successivi esploratori di cui si ha notizia sono lo statunitense Lincoln Ellsworth ed il suo pilota australiano sir Hubert Wilkins che giunsero nell'area con la nave Wyatt Earp. Wilkins, vedendo che Ellsworth voleva rivendicare il territorio per gli Stati Uniti ignorando il fatto che Douglas Mawson avesse già rivendicato l'area per l'Australia, organizzò due sbarchi per ri-affermare le pretese de suo paese. Il primo avvenne a Rauer Islands 68°46′S 77°50′E l'8 gennaio 1939 ed il secondo l'11 gennaio 1939 su alcune rocce emerse a 68°22′S 70°33′E oggi conosciute come Walkabout Rocks. In ciascuna località lasciò un documento che affermava i diritti australiani:
 e una copia della popolare rivista geografica australiana Walkabout.
Durante l'operazione Highjump del 1947 la nave statunitense USS Currituck visitò l'area, ma senza sbarcare. Come da programma effettuò però numerose fotografie aeree della zona, soprattutto dei Colli Vestfolds.
Il primo sbarco della spedizione del programma ANARE nella zona avvenne il 3 marzo 1954 da parte di Phillip Law, Peter Shaw, John Hansen, Arthur Gwynn e R. Thompson.
Il 12 gennaio 1956 membri della spedizione antartica sovietica arrivarono nella costa di Ingrid Christensen in preparazione per l'anno internazionale di geofisica del 1957/58. I sovietici non restarono a lungo dato che preferirono installare la loro base (la stazione Mirnyj) nell'area 350 km più ad est, ma ancora oggi si trovano tracce della loro spedizione nei numerosi nomi russi delle mappe (ad esempio i laghi Lebed, Zvezda e Druzhby).
Nel gennaio 1957 i vertici dell'ANARE incaricarono Phillip Law di localizzare un'area adatta per l'installazione della base nella zona delle Vestfold Hills. La ricerca risultò particolarmente difficile a causa della mancanza di buone zone di ancoraggio o di fonti di acqua dolce. Il 12 gennaio, dopo due giorni di ricerche infruttuose Law decise di costruire la base su un altopiano roccioso vicino ad una spiaggia di sabbia nera. Lo sbarco dei materiali e la loro installazione fu tanto rapida che già il 13 gennaio, con una piccola cerimonia, fu possibile inaugurare la nuova stazione che venne intitolata a Davis:
Le operazioni di sbarco continuarono sino al 20 gennaio quando la nave di appoggio (la Kista Dan) lasciò l'ancoraggio.

## Popolazione
Bob Dingle, Alan Hawker, Nils Lied, Bill Lucas e Bruce Stinear fecero parte del primo team invernale della base. La stazione non fu però del tutto isolata dato che un aeroplano Auster collegò numerose volte la nuova installazione con la stazione Mawson portando rifornimenti e nuovo personale.
La stazione Davis venne chiusa temporaneamente dal 25 gennaio 1965 al 15 febbraio 1969 al fine di dirottare tutte le risorse disponibili nella ricostruzione della stazione Casey. La riapertura è avvenuta il 15 febbraio 1969.

## Attività
La stazione Davis è diventata la stazione antartica australiana più trafficata da cui dipendono numerose attività che si svolgono sia localmente che nell'area circostante. Durante l'estate australe sono effettuati studi di:
- monitoraggio ambientale
- biologia umana
- ionosfera e aurore polari
- meteorologia (dal 1957)
- biologia marina e terrestre

Durante la stagione invernale invece la ricerca si limita allo studio dell'alta atmosfera.

## Clima
Le osservazioni climatiche della stazione Davis sono tipiche del clima polare
|                                        | Gen  | Feb  | Mar   | Apr   | Mag   | Giu   | Lug   | Ago   | Set   | Ott   | Nov  | Dic  | Annuale |
| -------------------------------------- | ---- | ---- | ----- | ----- | ----- | ----- | ----- | ----- | ----- | ----- | ---- | ---- | ------- |
| Temperatura max giornaliera media (°C) | 2.6  | -1.3 | -7.2  | -11.8 | -13.6 | -13.6 | -15.0 | -15.6 | -14.4 | -10.0 | -2.7 | 2.1  | -8.4    |
| Temperatura min giornaliera media (°C) | -2.6 | -7.3 | -13.2 | -17.3 | -19.3 | -19.5 | -20.8 | -21.7 | -20.6 | -16.4 | -8.9 | -3.2 | -14.3   |
| Luce media giornaliera (ore)           | 8.3  | 7.7  | 5.3   | 3.8   | 1.6   | 0.0   | 0.6   | 3.0   | 5.1   | 7.5   | 8.7  | 8.9  | 5.0     |
| Giorni nuvolosi medi                   | 16.0 | 13.3 | 13.8  | 11.9  | 10.5  | 9.6   | 10.6  | 10.9  | 11.7  | 13.2  | 14.4 | 15.7 | 151.5   |
| Fonte: Bureau of Meteorology           |      |      |       |       |       |       |       |       |       |       |      |      |         |